# Bommanahalli, Sindgi
Bommanahalli là một làng thuộc tehsil Sindgi, huyện Bijapur, bang Karnataka, Ấn Độ.